# Santa María Aztahuacan
Santa María Aztahuacan es uno de los pueblos originarios de la alcaldía Iztapalapa, en la Ciudad de México (México). 

## Toponimia
Santa María es el nombre de la Santa Patrona de la localidad. Aztahuacan es un topónimo de origen náhuatl que deriva de los vocablos áztatl 'garza', -hua posesivo, can locativo. Se traduce como Lugar de los que tienen garzas.

## Tradiciones
En el matrimonio, el novio se pone de acuerdo con sus suegros para pedir la mano de la novia; el padrino acompaña a su ahijado a pedir "la mano" de la novia. Al día siguiente, el novio tiene que esperar a la novia en la iglesia.
En el velatorio, la costumbre es preparar comida para las personas que van a dar el pésame, por lo regular cierran la calle y colocan lonas, mesas y sillas, además de contratar una banda o algún grupo o conjunto musical para acercar a la gente del barrio y acompañar a los familiares en la despedida.  
El  Carnaval se celebra cada año antes de Cuaresma y es de las fiestas más importantes. Existen seis fiestas grandes o mayordomías:
- De la Virgen de la Candelaria
- De la Cera
- De la Santísima Trinidad
- De la Virgen María
- De la Virgen del Rosario
- De la Virgen de Guadalupe

Las mayordomías o fiestas tienen un orden jerárquico: el mayordomo, que es quien se encarga de organizar la fiesta; los diputados o regidores, que son los segundos al mando, y por último la sociedad en general, que serán los invitados a participar tanto económica como socialmente en la fiesta.
La cooperación se realiza casa por casa durante un año entero. Los domingos, las mayordomías salen a recaudar las donaciones del pueblo para apoyarse con los gastos de la fiesta (Banda, comida, baile...). Cuando algún socio hace su aportación (que puede ser por propia voluntad o por una manda) el Mayordomo hace la anotación en una libreta especial en donde figuran los nombres de los socios y el monto de sus aportes, enseguida de esto, se arroja un cohete para avisar a la comunidad que una donación se ha recaudado. Comenzando el día de la fiesta a la medianoche y a las 6 de la mañana se arrojan más cohetes, lo que da aviso de que la fiesta ha comenzado.

### El carnaval
La palabra Carnaval significa “adiós a la carne”. Todo empieza con la presentación de las reinas que se realiza en finales de febrero y termina en marzo con bailes en la fecha de la celebración. El domingo se empieza por un recorrido con la cuadrilla, ya sea de charros o de chichinas. El lunes salen a bailar por las calles del pueblo, y por la noche se reúnen en las cercanías a la casa del mayordomo, quien es el encargado de dar de comer tanto a los charros o chichinas, como a los músicos y socios que ayudaron a la mayordomía. Anteriormente se mataba una res para alimentar a la gente, pero ahora por comodidad se puede dar mole, pollo, pozole o carnitas, lo que sea que este a la posibilidad del mayordomo. El siguiente sábado se hace otro recorrido por las calles, el domingo por la tarde, se hace la coronación en las plazas principales del pueblo como el reloj, La Plaza de San Pedro y la plaza Santa Cecilia, se realiza la coronación y se finaliza con bailes.
Puede decirse que Santa María Aztahuacan es un pueblo rico en tradiciones, que han pasado de generación en generación, y ahora están en peligro de desaparecer, porque algunas fiestas, tradiciones y costumbres contrastan con la modernidad de la ciudad, aun así se disfrutan todas y cada una de ellas.

### Trajes de charro
Los trajes de charro que se emplean en su carnaval, son hechos con hilo de oro en su mayoría aunque también los hay con hilo de plata o canutillo también hay otros que son cachiruleados, pero los más tradicionales son los de hilo de oro.
Estos trajes se realizan en un taller dentro del pueblo. Un traje de charro consta de saco, chaleco, sombrero y pantalón con aletilla. Sus accesorios son la camisa de algodón, mascada de seda, máscara de cera botines y guantes de té. El coste de un traje de charro varía dependiendo del tipo de bordado y la cantidad del mismo. Actualmente se cotiza un traje en aproximadamente entre 20 y 50 mil pesos, dependiendo del tipo de bordado que puede ser sencillo medio o rebordado.
Un complemento del traje es la pistola, ya sea revólver o escuadra(que en estas fechas se está tratando de erradicar debido al peligro que resulta cargar con ella).

### Trajes de chichina
Este tipo de disfraz es sencillo en apariencia, aunque para su realización requiere de mucha imaginación.
En la actualidad existe variedad de materiales para fabricarlos, aunque sigue siendo preferido el peluche. Una característica propia de una cuadrilla de chichinas es que son los únicos que pueden tener su Rey feo y este puede salir con toda la gala de una Reina incluyendo su coronación y su vara como cetro.
Existe una diferencia entre chichina y disfraz, el disfraz generalmente es de peluche, mientras que el de chichina además de ser de tela no lleva peluche

### Tintilimales
Los tintilimales es una tradición de más de cien años de antiguedad que se lleva a cabo en el pueblo el día de muertos. El 1 de noviembre se reúne en el atrio del templo  un grupo de personas a las 7 de la noche y recorren el pueblo portando un cráneo envuelto en un paliacate o pañoleta y haciendo sonar una campana que avisa del paso del contingente, al escuchar la campana, la gente abre las puertas de la casa, ya que los tintilimales no tocan ninguna puerta ni piden permiso para entrar y si están cerradas pasarán de largo. El contingente entra entonces a la casa y rezan ante la ofrenda un padre nuestro y un Avemaría pidiendo por los difuntos de la casa y la ceremonia concluye solicitando un cabito de vela con la frase "Principal cabito male" y también reciben de los anfitriones fruta, tamales y otros elementos de la misma ofrenda, al terminar el recorrido por varias calles del pueblo, los cabos son llevados a la antigua parroquia del pueblo, donde se reza un rosario y se reparten los alimentos recibidos de las ofrendas entre todos los presentes. Finalmente los cabos son colocados alrededor del atrio y encendidos para alumbrar el camino de los difuntos olvidados.

## Arqueología

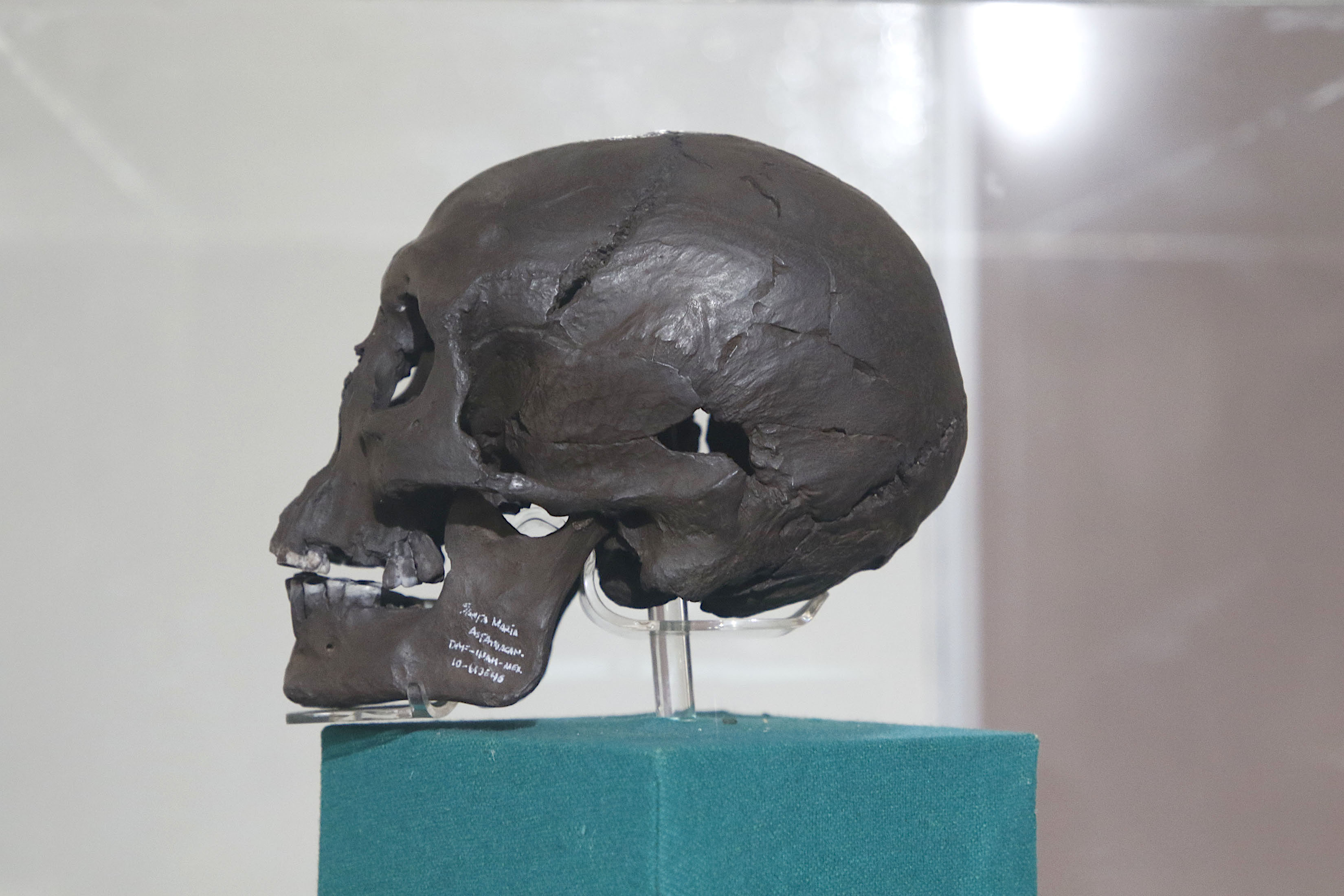
Cráneo perteneciente a los fósiles de Aztahuacan.

Para 1953, en el Pueblo Santa María Aztahuacan, fueron hallados los fósiles de Aztahuacan, un grupo de tres osamentas, dos de hombre de 25 a 30 años y una mujer de 25 a 35 años de edad. A través del método de hidratación de obsidiana, se les concedió una antigüedad de +-9000 años y los cráneos están casi completos; se encuentran en buen estado y presentan un proceso de mineralización avanzado.